# Hell, etc.
Hell, etc. (с англ. — «Ад и так далее») — американский лейбл звукозаписи, основанный Мэрилином Мэнсоном в 2010 году как дочерний проект лейбла Cooking Vinyl. Предыдущим личным лейблом Мэрилина Мэнсона был Posthuman Records, существовавший с 2000 по 2002 годы, принадлежавший  Priority Records.

## История
С 1994 года группа сотрудничала с лейблами Interscope Records и Nothing Records. После распада Nothing Records в 2004 году группа выпустила 2 альбома на Interscope Records, но после выхода седьмого студийного альбома The High End of Low контракт был расторгнут, так как лейбл ограничивал творчество Мэрилина. 7 ноября 2010 было заявлено о создании Hell, etc. в рамках сотрудничества с Cooking Vinyl, занимающийся мировой дистрибуцией, маркетингом и рекламой будущих релизов. Мэнсон пояснил ситуацию: «Мы являемся своими худшими слушателями, пока не перестанем ими быть и не начнём творить. Любой вид искусства является плотью и кровью автора, вне зависимости от того, как вы его производите или демонстрируете. Всем нам нужен страстный ужас этой крови».
Первым релизом лейбла стал альбом Born Villain в 2012 году, в январе 2015 года был выпущен The Pale Emperor.